# Quercus multinervis
Quercus multinervis là một loài thực vật có hoa trong họ Cử. Loài này được (W.C.Cheng & T.Hong) Govaerts miêu tả khoa học đầu tiên năm 1998.

## Hình ảnh